# Fabien Tilliet
Fabien Tilliet est un rameur français, né le 3 mars 1980 à Annecy.

## Palmarès

### Jeux olympiques
- 4e en quatre sans barreur poids léger à Pékin (2008)

### Championnats du monde d'aviron
- Médaille d'or en huit poids léger aux Championnats du monde d'aviron 2004 à Banyoles
- Médaille d'or en quatre sans barreur poids léger aux Championnats du monde d'aviron 2005 à Gifu
- Médaille d'argent en quatre sans barreur poids léger aux Championnats du monde d'aviron 2006 à Eton
- Médaille d'argent en quatre sans barreur poids léger aux Championnats du monde d'aviron 2007 à Munich
- Médaille d'or en deux sans barreur poids léger aux Championnats du monde d'aviron 2009 à Poznań
- Médaille d'or en deux sans barreur poids léger aux Championnats du monde d'aviron 2010 à Karapiro

### Championnats d'Europe d'aviron
- médaille d'or en quatre sans barreur poids léger aux Championnats d'Europe d'aviron 2009 à Brest
- médaille d'or en deux de pointe poids légers aux 2010 à Montemor-o-Velho,  Portugal